# Noyelle-Vion

Noyelle-Vion este o comună în departamentul Pas-de-Calais, Franța. În 1 ianuarie 2022 avea o populație de 270 de locuitori.